# カール・オロフ・ペーターセン
カール・オロフ・ペーターセン（Carl Olof Petersen、1881年9月19日 - 1939年10月18日）はスウェーデン生まれの画家、イラストレーターである。主にドイツで活動した。

## 略歴
スウェーデン南部のマルメで商人の家に生まれた。弟に俳優、イラストレーターになったアルヴィド・ペーターセン(Arvid Petersén (Petersen):1889-1937)がいる。マルメの学校を中退してクリシャンスタードに移り4年間、店員をした。店員をしながら描いたたくさんの街の人々の似顔絵を画家のノーリンド(Ernst Norlind)に認められ画家になることを勧められた。
1903年にドイツに移り、ノーリンドの知り合いのスウェーデンの画家のトーラ・ホルムストローム(Tora Vega Holmström)やアクセル・トルネマン(Axel Törneman)が学んでいた、ダッハウの美術学校で学んだ。ダッハウではアドルフ・ヘルツェルやハンス・フォン・ハイエクに学び、短期間カールスルーエの美術学校でも学んだ。
ドイツ滞在中に、「ジンプリチシムス」のような風刺雑誌や「Jungend」といった雑誌にイラストを描くようになり、児童書の挿絵も描いた。1913年にドイツで結婚した。1934年に自伝、「 Mein Lebens-Lexikon.」を出版した。
1937年に健康上の理由で、スウェーデンに帰国し、ヴェストラ・イェータランド県のウルリーセハムン(Ulricehamn)で死去した。

## 作品

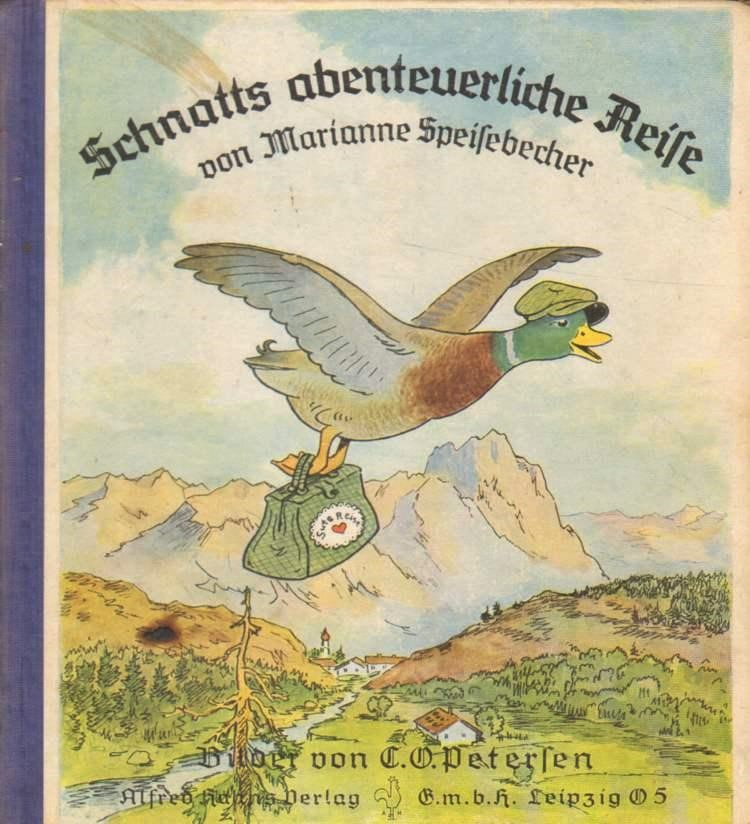
児童書の表紙絵
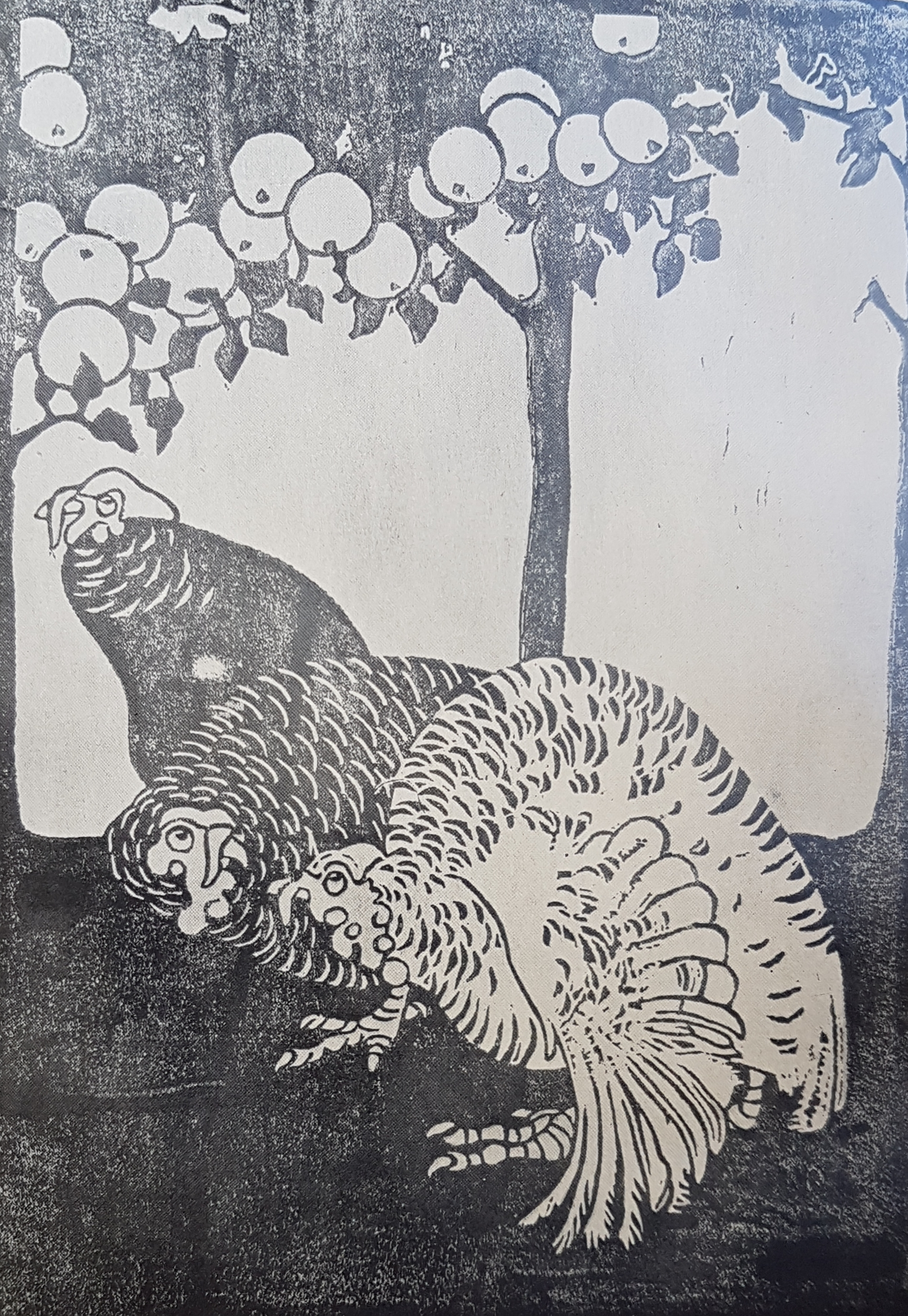
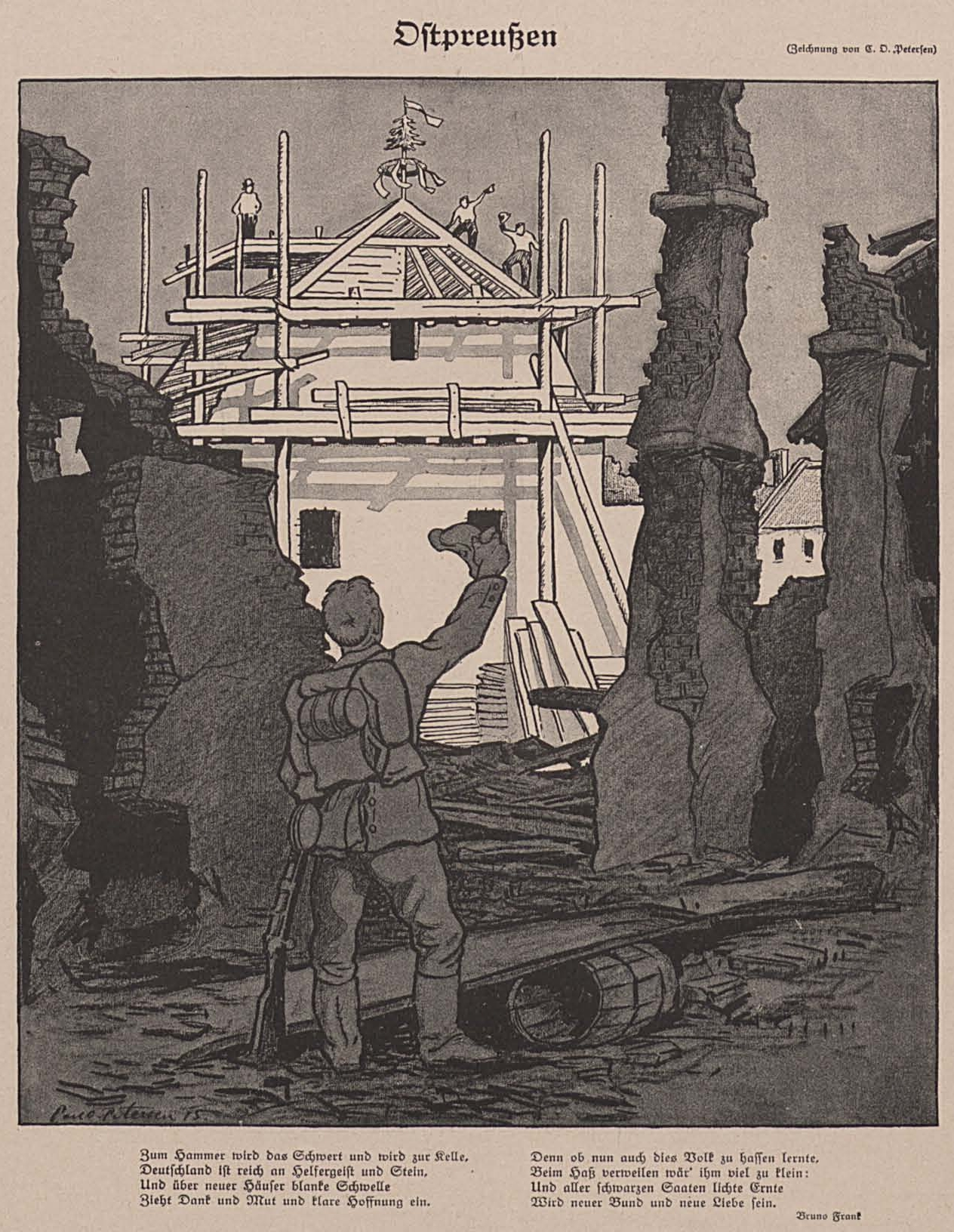
「ジンプリチシムス」挿絵(1915)
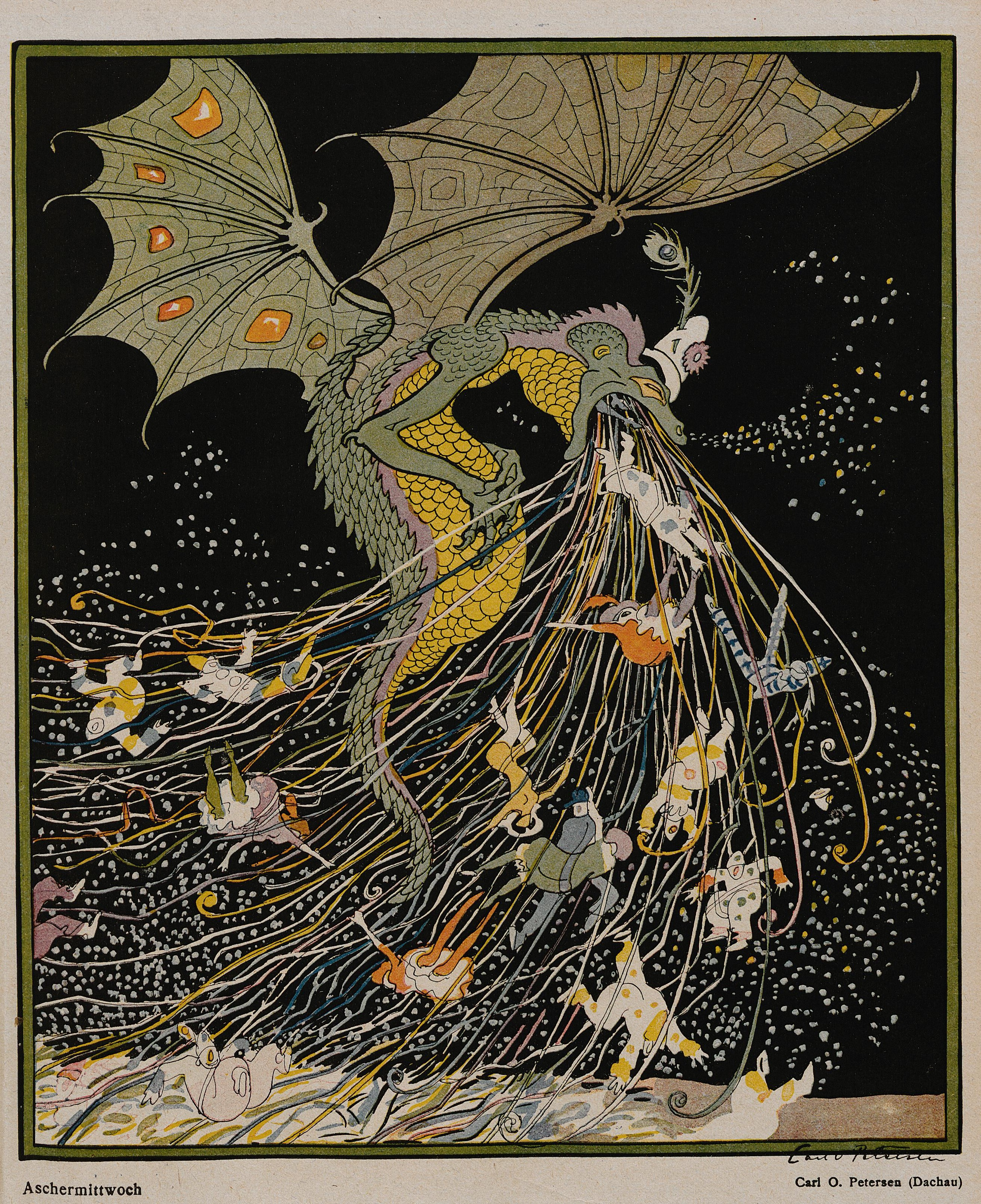
「Jungend」の挿絵
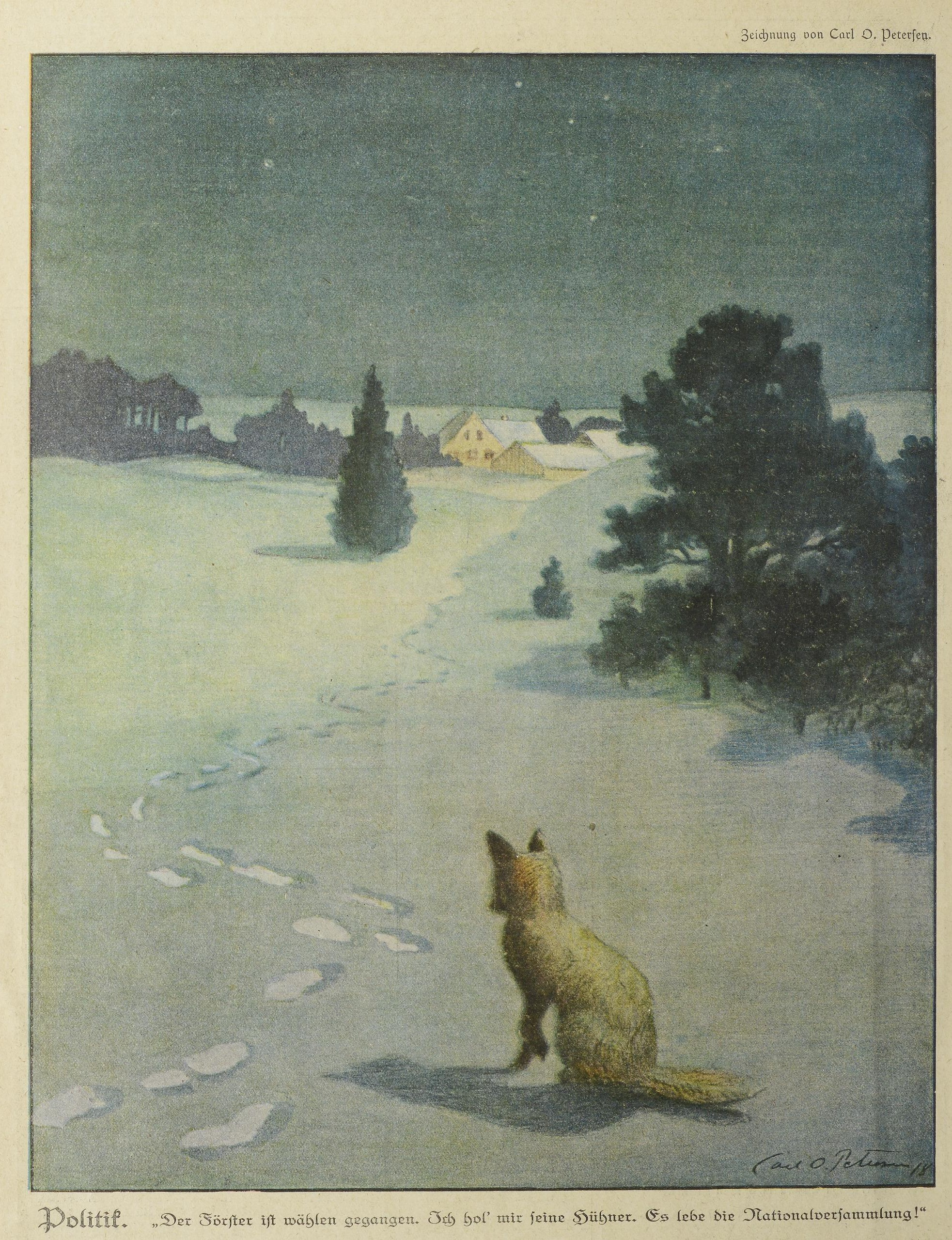

## 著作
- Carl Olof Petersen: Mein Lebens-Lexikon. München 1934, OCLC 185310606
- Carl Olof Petersen, Elly Petersen: Die Moosschwaige. Ein Buch von jungen Menschen und von Tieren, von Lebenslust, von Blumen und von Sonne. Knorr et Hirth, München 1933, OCLC 877939860